# Bestune
Bestune, prej znana kot Besturn, je avtomobilska znamka v lasti kitajskega proizvajalca avtomobilov FAW Group. Z izdelki, ki temeljijo na starejših Mazdinih limuzinah, Bestturn cilja na kitajske potrošnike višjega srednjega razreda.

## Modeli

### Trenutni modeli
- Bestune B70 (2006–danes), srednje velika limuzina
- Bestune B70S (2022–danes), kompaktni SUV
- Bestune T99 (2019–danes), SUV srednje velikosti
- Bestune T90 (2023–danes), SUV srednje velikosti
- Bestune T77 (2018–danes), kompaktni SUV
- Bestune T55 (2021–danes), kompaktni SUV
- Bestune T33 (2019–danes), subcompact SUV
- Bestune E01 (2021–danes), električni kompaktni SUV
- Bestune NAT (E05) (2021–danes), električni enoprostorec
- Bestune M9 (2023–danes), MPV

- Bestune B70
- Bestune B70S
- Bestune T99
- Bestune T90
- Bestune T77
- Bestune T55
- Bestune T33
- Bestune E01
- Bestune NAT
- Bestune M9

### Nekdanji modeli
- Bestune B30 (2015–2020)
- Bestune B50 (2009–2019)
- Bestune B90 (2021–2017)
- Bestune X40 (2016–2019)
- Bestune X80 (2013–2020)  - Bestune B30
  - Bestune B50
  - Bestune B90
  - Bestune X40
  - Bestune X80